# Всемирное время
Всеми́рное вре́мя или UT (англ. Universal Time) — шкала времени, основанная на вращении Земли. Всемирное время является современной заменой среднего времени по Гринвичу (GMT), которое сейчас иногда некорректно используется в качестве синонима для всемирного координированного времени (UTC). Всемирное время введено 1 января 1925 года. Фактически термин «всемирное время» является многозначным, так как существует несколько версий всемирного времени, главными из которых является UT1 и UTC. Все версии всемирного времени основаны на вращении Земли относительно далёких небесных объектов (звёзд и квазаров), используя коэффициент масштабирования и другие подстройки для того, чтобы быть ближе к солнечному времени.

## Версии всемирного времени
Существуют следующие версии всемирного времени:
- UT0 — всемирное время, определяемое с помощью наблюдений суточного движения звёзд или внегалактических радиоисточников, а также Луны и искусственных спутников Земли. Для UT0 не применяется коррекция для компенсации смещения географического полюса Земли от мгновенной оси вращения Земли. Это смещение, называемое движением полюсов[англ.], приводит к смещению положения каждой точки на Земле на несколько метров, поэтому различные наблюдатели будут получать различные значения UT0 в тот же самый момент времени. Таким образом время UT0, строго говоря, не является всемирным. Также UT0 не является равномерным из-за неравномерности вращения Земли.
- UT1, или универсальное время — основная версия всемирного времени. Хотя концептуально это местное среднее солнечное время на долготе 0°[1], но измерения среднего Солнца трудноосуществимы, поэтому UT1 вычисляется пропорционально углу вращения Земли относительно квазаров, а точнее, относительно международной небесной системы координат (ICRS). Относительно ICRS определяют также угол вращения Земли (англ. Earth Rotation Angle, ERA), который является современной заменой гринвичскому среднему звёздному времени (GMST). Угол вращения Земли можно получить из UT1 по формуле  {\displaystyle ERA=2\pi (0{,}7790572732640+1{,}00273781191135448T_{u})} [рад],  где {\displaystyle T_{u}=JD_{\text{UT1}}-2451545{,}0}, а {\displaystyle JD_{\text{UT1}}} — время UT1 в юлианских днях[2].

Так же как и UT0, всемирное время UT1 является неравномерным вследствие неравномерности вращения Земли.
- UT1R — сглаженная версия UT1, в которой фильтруются периодические возмущения во вращении Земли из-за приливов. UT1R включает в себя 62 сглаживающих члена с периодами от 5,6 дней до 18,6 лет[3].
- UT2 — сглаженная версия UT1, в которой фильтруются периодические сезонные возмущения во вращении Земли. UT2 представляет в основном исторический интерес, так как редко где-нибудь используется. UT2 определяется следующей формулой:  {\displaystyle UT2=UT1+0{,}022\sin(2\pi t)-0{,}012\cos(2\pi t)-0{,}006\sin(4\pi t)+0{,}007\cos(4\pi t)} [с],  где t — время в виде части от бесселева года[4].
- UT2R — сглаженная версия UT1, в которой фильтруются как периодические сезонные возмущения (как в UT2), так и возмущения из-за приливов (как в UT1R). UT2R является самой равномерной версией универсального времени — её неравномерность связана с непредсказуемыми изменениями скорости вращения Земли вследствие движения воздуха в атмосфере, тектоники плит и движения вещества в мантии Земли.
- UTC (всемирное координированное время) — атомная шкала времени, аппроксимирующая UT1. Это международный стандарт, на котором базируется время часовых поясов. В UTC в качестве единицы времени используется секунда СИ, поэтому UTC идёт синхронно с международным атомным временем (TAI). Обычно в сутках UTC 86 400 секунд СИ, но для поддержания расхождения UTC и UT1 не более чем 0,9 с, при необходимости, 30 июня или 31 декабря добавляется (или, теоретически, вычитается) секунда координации. К настоящему времени (июнь 2015 года) все секунды координации были положительными. Если не требуется высокая точность, то UTC можно использовать как аппроксимацию UT1. Таким образом, шкала времени UTC, в отличие от других версий всемирного времени, является равномерной, но не является непрерывной. Разница между UT1 и UTC, обозначаемая как DUT1 (DUT1 = UT1 − UTC), постоянно отслеживается и еженедельно публикуется на сайте IERS в Бюллетене А (Bulletin — A). Кроме того, текущее значение DUT1 передаётся радиостанцией RWM.